# Viktor Elzer
Viktor Elzer (* 22. Dezember 1887 in Mistek, Kreis Mährisch Ostrau; † 18. Februar 1963 in Berchtesgaden) war ein deutscher Politiker (GB/BHE) und Abgeordneter im Bayerischen Landtag. 

## Leben
Elzer besuchte die Volksschule in Mistek, das Gymnasium in Friedek und die technische Hochschule in Dresden. 1911 schloss er das Studium mit der Diplomabschlussprüfung an der Fakultät Fabrikingenieure ab.
Bis Ende April 1912 gewann er Auslandspraxis bei der Firma Kyrilow, einer Veredelungsanstalt in Moskau. Ab 1. Mai 1912 wurde er Angestellter bei der väterlichen Firma in Mistek. Er war Kriegsteilnehmer im Ersten Weltkrieg, zuletzt als Oberleutnant und Batteriekommandant. Er wurde Gesellschafter bei der väterlichen Firma und war dort von 1939 bis 1945 geschäftsführender Gesellschafter. Während dieser Zeit war er Vizepräsident des Lohnausrüsterverbandes Prag sowie Vorstandsmitglied der Spinner- und Weberverbände in Prag.
Ab Mai 1945 wurde er in einem tschechischen Lager zwangsinterniert. Hier wurde er zum Schwerversehrten (70 %). Ende Mai 1946 wurde er nach Berchtesgaden zwangsausgesiedelt. Seit diesem Zeitpunkt war er in Berchtesgaden in der Flüchtlingsbetreuung tätig.
Ab 1948 war er Mitglied im Berchtesgadener Gemeinderat und Fraktionsführer der „Freien Wahlgemeinschaft“ im Gemeinderat.
Vom 26. November 1950 bis zum 28. November 1954 war er für den Wahlkreis Oberbayern Abgeordneter des Bayerischen Landtags. Im Landtag war er Mitglied des Ausschusses für die Geschäftsordnung und des Ausschusses für Ernährung und Landwirtschaft. Ab dem 6. September 1951 war er als 3. Schriftführer Mitglied des Landtagspräsidiums.

## Quelle
- Viktor Elzer in der Parlamentsdatenbank des Hauses der Bayerischen Geschichte in der Bavariathek

| Personendaten    | Personendaten                     |
| ---------------- | --------------------------------- |
| NAME             | Elzer, Viktor                     |
| KURZBESCHREIBUNG | deutscher Politiker (GB/BHE), MdL |
| GEBURTSDATUM     | 22. Dezember 1887                 |
| GEBURTSORT       | Mistek                            |
| STERBEDATUM      | 18. Februar 1963                  |
| STERBEORT        | Berchtesgaden                     |